# ピラジン酸
ピラジン酸（ピラジンさん、英: Pyrazinoic acid）は、ピラジン環にカルボキシ基が一つ結合した有機化合物である。ピラジンカルボン酸とも称する。

## 性質
コーヒーなどの香り成分として含まれるメチルピラジン類が体内で代謝されるとピラジン酸が生じる。この物質はピリジン環にカルボキシ基が結合したニコチン酸に構造及び作用が類似する。いずれも内臓脂肪中のHM74受容体に作用し、血中脂肪酸を低下させる 。抗炎症作用、血液の凝固を抑制する作用もあり、糖尿病による血管病変を防ぐ効果もある。
ピラジン酸誘導体は、ファルマシア社（現 ファイザー）による脂質降下薬「アシピモックス」（日本未発売）、抗結核薬の「ピラジナミド」に応用されている。